# Sobór Trzech Świętych Hierarchów w Paryżu
Sobór Trzech Świętych Hierarchów (ros. Собор трёх святителей, Трёхсвятителский храм) – prawosławny sobór w Paryżu, dawna katedra eparchii chersoneskiej Rosyjskiego Kościoła Prawosławnego.

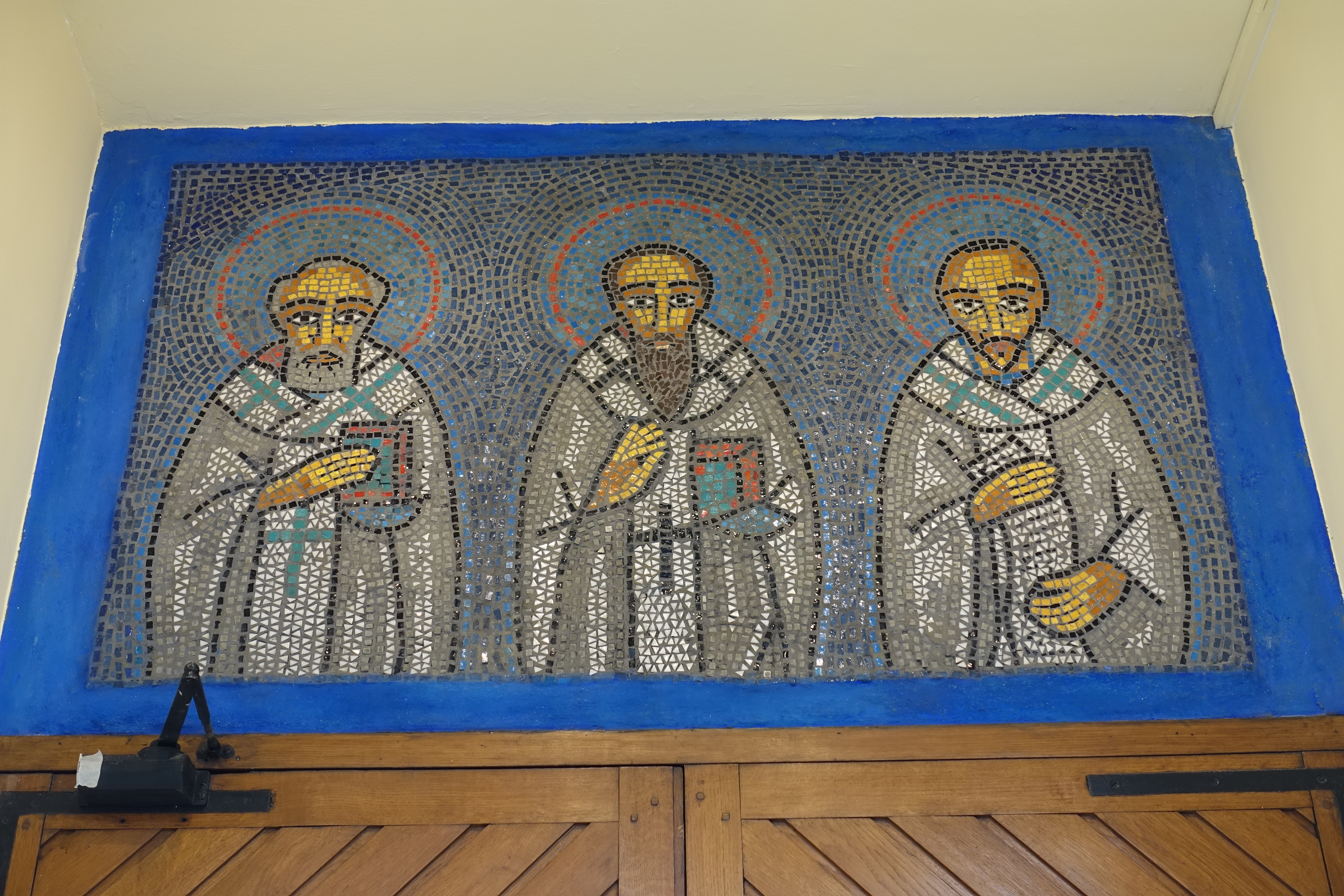
Mozaika przedstawiająca patronów soboru

Cerkiew pod tym wezwaniem powstała w Paryżu na potrzeby parafii Trzech Świętych Hierarchów w Paryżu, erygowanej w 1931. Była to świątynia domowa w obiekcie przy ul. Pétel 5. Od 1946, mimo swoich skromnych rozmiarów, obiekt ten posiadał rangę soboru katedralnego eparchii chersoneskiej Patriarchatu Moskiewskiego.
W 1958 budynek mieszkalny, w którego części funkcjonowała cerkiew, został zburzony. Właściciele gruntu zgodzili się umieścić w nowym, wznoszonym na tym samym miejscu obiekcie, nową cerkiew domową, pod warunkiem jednak, by żaden element zewnętrznej architektury nie sygnalizował sakralnego przeznaczenia pomieszczenia. Architekt całości, Marc Sala, umieścił cerkiew w planie domu jako „pomieszczenie handlowe”.
Wnętrze cerkwi, zdobione w stylu rosyjskim, zostało udekorowane freskami przez Leonida Uspienskiego i Grigorija Kruga. Szczególnym kultem w świątyni otaczana jest kopia Iwerskiej Ikony Matki Bożej wywieziona z Rosji w czasie kampanii francuskiej w 1812.